# Alessandro Antonelli

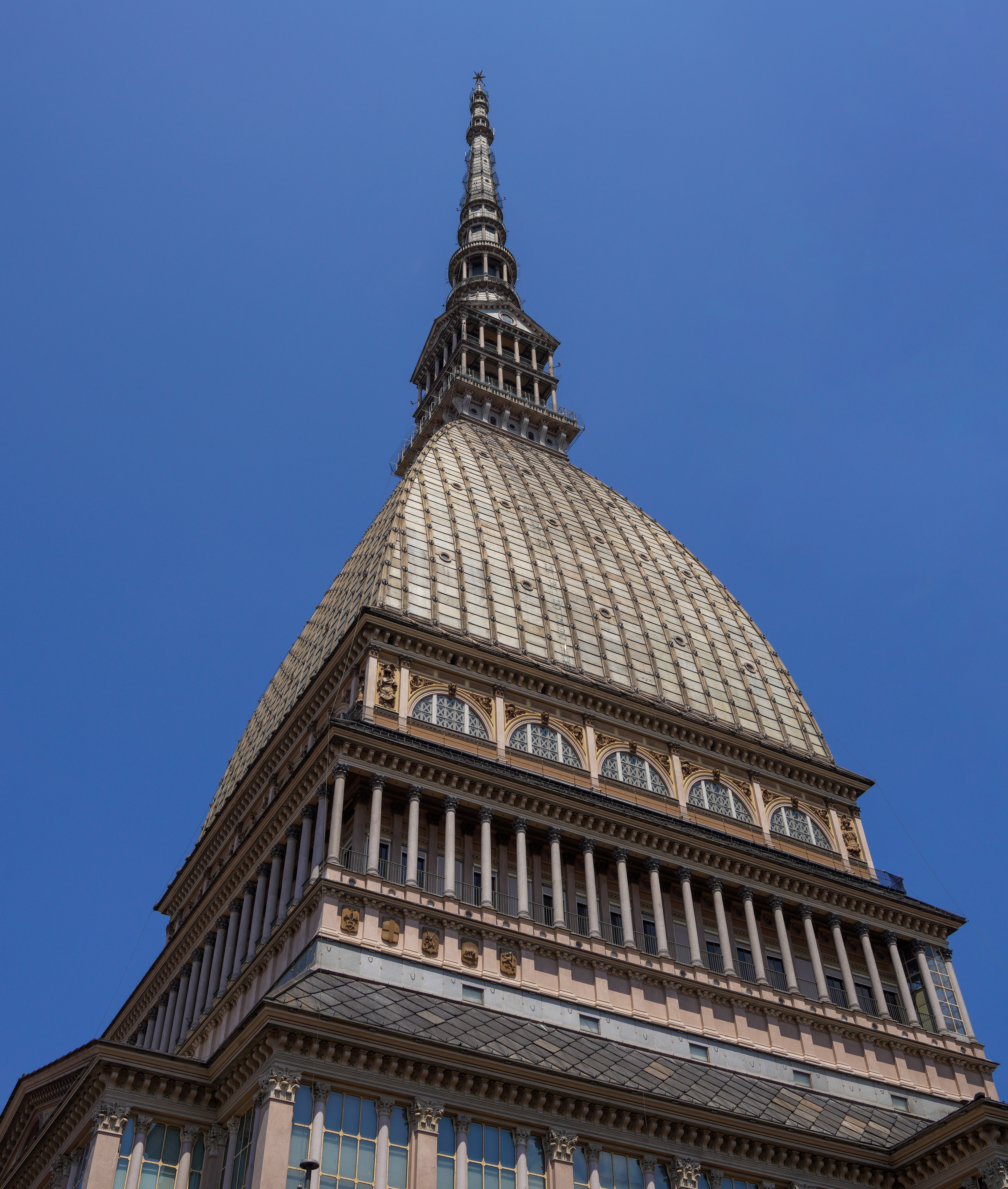
Mole Antonelliana

Alessandro Antonelli (ur. 14 lipca 1798 w Ghemme, zm. 18 października 1888 w Turynie) – włoski architekt, najbardziej znane jego prace to Mole Antonelliana w Turynie i bazylika św. Gaudentego w Novarze.

## Życiorys
Antonelli urodził się w Ghemme, w pobliżu miasta Novara, studiował w Mediolanie i Turynie. Po wygraniu konkursu architektonicznego, który zorganizowała Accademia Albertina, przeniósł się w 1828 roku do Rzymu.
Po powrocie do Turynu w 1836 roku został na Accademia Albertina profesorem. Był także posłem do parlamentu Królestwa Sardynii i członkiem władz regionalnych Turynu i Novary.
Najbardziej znany jest z Mole Antonelliana, która stała się symbolem Turynu, a nazwana została jego imieniem. Zmarł w 1888 roku, pochowano go na cmentarzu w Maggiora.